# Левачката
„Левачката“ (на немски: Die linkshändige Frau) е повест от австрийския писател Петер Хандке (р. 1942), публикувана през 1976 г.
„Левачката“ е едно от най-зрелите прозаични произведения на Петер Хандке. Тази трудно определима в жанрово отношение творба е твърде типична за художествения метод на австрийския писател. В нея почти няма фабула, липсват авторови разсъждения, както и строга последователност на действието. Съдържанието може да се изчерпи с едно изречение: „Млада жена се разделя с мъжа си.“ Няма нищо друго, няма експозиция, перипетии, кулминация, развръзка. Повестта остава отворена, сякаш без завършек, сякаш недописана.
Живот в съзнанието
Но това е само външната, видимата страна на творбата. Същинското действие е пренесено в съзнанието на героите, където преминава през сложни, едва доловими състояния, за да достигне до мъртвата точка на безизходицата, до принудителното равновесие на махалото. Нужна е особена читателска подготовка, за да се проследяват в процеса на проникването в произведението деликатните криволици на душевните движения, ненатрапващите се взаимовръзки между отминали и настоящи случки, между мечти и действителност, между предполагаеми и реални заплахи, между предусещани и вече забравени преживявания. Повествователната тъкан е извънредно рехава и прозрачна, но тъкмо това прави книгата на Хандке увличаща към дълбините на собственото съзнание, към подмолите на личната душевност.
„Левачката“ – това е заглавие на песен, която героинята постоянно слуша и в която се казва: „Бих желал да те срещна на някой чужд континент, защото там ще те видя сред другите най-после сама. И ти ще ме видиш между хилядите други и най-сетне ще можем да се втурнем един към друг.“ Този тривиален текст подсказва и темата на повестта – самотата и копнежът по истинска човешка близост. Героинята се нарича Мариане, тридесетгодишна е и живее с мъжа и детето си във вилната зона над изпаренията на един голям град. През късния зимен следобед Мариане седи в жълтеникавия здрач, който се процежда през прозореца и очаква завръщането на съпруга си от чужбина. Читателят узнава, че там, в Хелзинки, той често се е напивал без причина. Двамата са женени от дълго, но сякаш никога дотогава не са си принадлежали. Бруно, така се нарича съпругът, е изпитал във Финландия необикновен страх, че може да се побърка от самота. Признава на жена си, че не само я обича, но че се чувства дълбоко обвързан с нея – на живот и смърт. Двамата вечерят в ресторант, прекарват нощта в хотел, любят се в кула с часовник. Идилията изглежда пълна, съпрузите са почти щастливи. И тъкмо това „почти“ е предадено от Петер Хандке по необикновен начин – то присъства в детайлите, в недоизказаните думи, в жестовете, в погледите. Двамата се смеят и се радват един на друг – не спорят, не се упрекват за нищо, не се обиждат или нападат, но между тях постоянно витае Нищото, празното пространство на съвместната самота.
Раздялата не носи свобода
И тогава Мариане се изпълва с прозрението, че трябва да се разделят. Изведнъж разбираме, че удобният, подреден и уютен семеен дом е бил за младата жена затвор, сред чиито стени гаснат нейните стремежи. В душата ѝ пулсира непреодолимата потребност от промяна и тя я постига. Оттук-нататък се разказва само за начина, по които промяната въздейства върху живота на Мариане. Тя започва отново да се занимава с превеждане на романи и това и дава известно упование. Избрала е доброволно пълното уединение; постъпката ѝ плаши, но едновременно и възхищава околните. Все пак приятелката ѝ Франциска споделя, че презира самотата, че презира себе си, когато е сама. А самотата изпълва целия дом – дори малкият Щефан е свикнал винаги да си ляга сам. За да се справи някак с неговата отчужденост, Мариане тайно ляга на пода редом с леглото му и слуша дишането на сина си. Отношенията със съпруга не се прекъсват съвсем, но те сякаш не са и съществували. В гнева и безизходицата си той я нарича „домашна мистичка“, смята я за болна, на която няколко електрошока биха възвърнали разума. А Мариане просто не желае никой да ѝ обяснява каква е, дори да иска с това да я поласкае или насърчи – тя жадува за пълна вътрешна независимост.
Самотата
Самотата е състояние, което изпълва всички персонажи в повестта. Издателят, възложил на Мариане превод, търси нейната близост само за да се спаси от ледения полъх на Нищото. Той изпитва чувството, че във всяка минута на самота изпуска нещо, което никога вече не може да се навакса. И това признание прилича почти на любовно обяснение.
Петер Хандке с голямо умение описва, или по-скоро онагледява надигащата се криза в душата на героинята си. Тя излива натрупаното омерзение върху детето, което само я гледа безмълвно с неподвижни очи. После Мариане го притиска до себе си, но изведнъж започва до го души и разтърсва – а през нощта седи сама на масата, плаче беззвучно, без да помръдва. Отчаянието и стига дотам, че тя не желае повече да бъде щастлива, най-многото – доволна. Страхува се от щастието, смята, че не би могла да го понесе, че няма да ѝ се побере в ума; страхува се, че ако я докосне щастието, ще се побърка окончателно или ще умре. Или ще убие някого. Несъзнателно копнее за човек, който да бъде близо до нея, но не иска да знае кой е, не желае да го опознае, той трябва да остане анонимен, без физиономия, без лична съдба – за да не би да разпали у нея любов, от която Мариане също се страхува.
Подобна участ има и нейният баща. Преди много години той е бил преуспяващ писател, а сега изпраща на вестниците машинописни копия от кратки импресии и забавни историйки. Самият той не знае как да живее. Смята, че в някакъв момент е тласнал живота си в погрешна посока. Толкова е самотен, че вечер дори няма за кого да си мисли преди заспиване, защото през деня не се е виждал с никого. От време на време се среща с една жена главно за да има кой да го намери, когато му дойде времето, за да не остане трупът му дълго неоткрит. И бащата предупреждава дъщеря си, че и тя ще свърши живота си като него.
Другите
И ето че става чудо, което граничи с утопия. Мариане започва да кани на гости всички, с които има досег. В дома ѝ се събират една продавачка от текстилен магазин, един артист, който се е обяснил в любов на Мариане и желае да заживеят заедно, издателят и шофьорът му, Франциска и Бруно, накрая Мариане и детето. И започва трескава, смешна и трагична борба със самотата, всеки според силите си руши бариерите около себе си. Като обща присъда над гостите, а с това и над целия околен свят, прозвучава изказаната от Франциска фраза: „Самотата причинява най-ледената, най-отвратителната болка – болката от неизявеността. Тогава човек се нуждае от хора, които да му втълпят, че все още не е толкова изпаднал.“
После гостите на Мариане се разотиват и всичко продължава постарому. Мариане седи в люлеещия се стол на терасата. Короните на боровете се поклащат зад нея, отразени в стъклото на прозореца, ѝ това е всичко – няма край, няма разрешение. Повестта завършва с цитат от романа на Йохан Волфганг Гьоте „Родства по избор“, който става и неин епилог: „И тъй, всички заедно, всеки по свой начин, те продължават да живеят ден след ден, със и без размишления; всичко сякаш следва обичания си ход, също както в изключителни случаи, когато всичко е поставено на карта, човек продължава да живее, като че ли не е станало нищо особено.“
Повестта „Левачката“ е написана със строг, предметен език, без следа от сантименталност. С клинична яснота са описани състоянията на героите и заобикалящият ги сетивен свят. Диалозите са вплетени в авторовия текст – така приемат безличен характер и се подсилва внушението за механично, формално общуване. На пръв поглед книгата се вписва в поредицата творби, разглеждащи проблемите на феминизма, където по правило женският „по-силен“ пол утвърждава правата си над „по-слабия“ мъжки пол. Но Хандке представя героинята си, а и нейното обкръжение, като жертви на една социална действителност, на една опразнена от житейско съдържание условност.